# The Great White Hope (peça)
The Great White Hope é uma peça de teatro estadunidense de 1967 escrita pelo dramaturgo Howard Sackler. Apresentada pela primeira vez na Arena Stage e, em seguida, na Broadway em outubro de 1968, foi adaptada para o cinema no filme homônimo em 1970.
Venceu o Tony Award de melhor peça de teatro.